# 我是一片雲 (電影)
《我是一片雲》（英語：Cloud of Romance）是一部1977年上映的臺灣電影，該電影改編自瓊瑤的同名小說，由張永祥編劇，陳鴻烈導演。林青霞、秦祥林和秦漢主演，音樂由左宏元擔任。

## 劇情大綱
段宛露是個天真爛漫的少女，出身於學術家庭。在哥哥段兆培和青梅竹馬顧友嵐的保護下，她過著無憂無慮的生活。然而，一切在她遇到瀟灑帥氣的孟樵後改變了。宛露被孟樵深深吸引，但兩人的戀情受到孟樵母親的奚落與阻礙。同時，宛露發現自己是私生女，覺得自己配不上孟樵。
在雙重打擊下，她選擇了嫁給一直在身邊守護她的友嵐。然而，婚姻並未讓她擺脫三角戀情的困擾。面對孟樵執著的追求與內心的動搖，宛露究竟該如何找到自己的出路？

## 演員
| 角色           | 演員     | 說明                                           |
| -------------- | -------- | ---------------------------------------------- |
| 段宛露         | 林青霞   | 女主角，自稱「一片雲」，愛戀孟樵               |
| 孟樵           | 秦祥林   | 男主角，因一顆皮球意外認識宛露，與其互相愛戀   |
| 顾友岚         | 秦汉     | 男主角，宛露的青梅竹馬，愛戀宛露，後來與其結婚 |
| 段立森         | 曹健     | 段宛露的養父                                   |
| 吳慧中         | 歐陽莎菲 | 段宛露的養母                                   |
| 顧仰山         | 葛香亭   | 顾友岚的父親                                   |
| 碧竹           | 李偉     | 顧友嵐的母親                                   |
| 孟母           | 傅碧輝   | 孟樵的母親，守寡多年，獨力撫養兒子             |
| 李玢玢（冰冰） | 胡茵梦   | 兆培的女友                                     |
| 段兆培         | 马永霖   | 宛露的哥哥，段立森夫婦的養子                   |
| 許伯年         | 王孫     | 許伯母的丈夫                                   |
| 許伯母         | 沈雪珍   | 段宛露的生母                                   |

### 製作
1975年，瓊瑤、平鑫濤與盛竹如共同創辦了巨星影業公司。該公司的目標是將瓊瑤的小說作品改編成電影。其中，《我是一片雲》成為該公司的首部電影。該片在小說《我是一片雲》於1976年4月完稿後，於6月進入籌備階段，本片的拍攝風格、導演和演員陣容均沿用此前瓊瑤改編電影的巨星」模式並排訂於農曆春節期間上映，該電影於同年8月於臺北皇冠雜誌社開鏡。

### 製作團隊
- 導演：陳鴻烈
- 編劇：張永祥
- 原著：瓊瑤
- 監製：瓊瑤
- 製片：榮子禮
- 策劃：盛竹如、平鑫濤
- 副導：劉立立
- 副導助理：謝燈標
- 攝影指導：賴成英
- 攝影助理：楊弘、郭木盛
- 美術：吳璧人、張柱國
- 燈光：邱錦台
- 燈光助理：王森、林金鐘
- 劇照：謝震乾
- 剪輯：陳洪民
- 音樂：左宏元
- 作曲：左宏元
- 作詞：瓊瑤
- 錄音：王榮芳
- 配樂：黃茂山
- 主唱：鳳飛飛
- 劇務：董今舒
- 場務：張兆傑、樊興江、張寶泉、陳仁、楊占德、楊耀威
- 場記：沈怡
- 化粧：賈魯石
- 化粧助理：廖淑貞
- 梳粧：丁長寶
- 服裝：黃小敏
- 道具：楊自新、鄭毅
- 效果：王世立
- 出品人：費禮
- 插曲发行：歌林唱片公司
- 出品：巨星影業公司

### 歌曲
片頭曲與片尾曲〈我是一片雲〉（相同歌詞，相異曲調），皆是左宏元作曲，瓊瑤作詞，鳳飛飛演唱（收錄於同名專輯）。該專輯後經推出後，共販售約80萬張，打破當時唱片賣座歷年國語歌曲的唱片銷售紀錄。

## 修復版本
2013年，國家電影及視聽文化中心將《我是一片雲》納入臺灣電影數位修復計畫。並於2016年完成數位修復，於2018年在金馬影展放映。

## 外部連結
- 開眼電影網上《我是一片雲》的資料（繁體中文）
- 香港影庫上《我是一片雲》的資料（繁體中文）
- 时光网上《我是一片雲》的資料（简体中文）
- 互联网电影数据库（IMDb）上《我是一片雲》的资料（英文）
- 豆瓣电影上《我是一片雲》的資料 （简体中文）

- 豆瓣音乐上《電影歌曲》的資料 （简体中文）